# Tendinite achilléenne
 Mise en garde médicale
La tendinopathie achilléenne est un remaniement inflammatoire du tendon d'Achille. Elle peut être d'origine traumatique ou être l'effet secondaire d'un antibiotique de le classe des fluoroquinolones ou, dans une moindre mesure, de la prises de glucocorticoïdes ou de statines. La prise de plusieurs de ces médicaments simultanément augmente encore davantage le risque d'apparition d'une tendinopathie achilléenne.
La complication principale est la rupture du tendon d'Achille. Elle est rare pour des tendinopathies d'origine traumatique mais beaucoup plus fréquente dans le cas d'une tendinite consécutive à la prise de fluoroquinolones.

## Mécanisme
On observe une inflammation initiale durant 48 à 72h, puis un remaniement de la structure du tendon. Une inflammation neurogène peut se mettre en place. L'origine de la douleur est aujourd'hui encore inconnue. Plusieurs hypothèses existent : inflammation neurogène (différente de l'inflammation "chimique", ce qui rend les anti-inflammatoires peu efficaces), remaniement de la structure collagénique, sensibilisation du système nerveux central...

## Cause
La tendinopathie achilléenne est souvent conséquente à une pratique sportive intense, répétée avec une possible surcharge. Toutefois, elle peut survenir, dans deux tiers des cas, chez un patient non sportif.

## Complication
Elle se complique rarement (moins de 5 % des cas), lorsqu'elle est d'origine traumatique, d'une rupture du tendon d'Achille. Lorsqu'elle est consécutive à une prise de fluoroquinolones, elle se complique d'une rupture du tendon d'Achille dans environ un tiers des cas.

## Traitement
Le renforcement progressif reste la meilleure option à ce jour pour diminuer les symptômes de la tendinopathie achilléenne.
L'injection dans le tendon de plasma riche en plaquette est parfois proposée, sans preuve d'efficacité.